# Paul Jacquinet
Pour les articles homonymes, voir Jacquinet.
Paul Jacquinet, né le 29 octobre 1815 à Paris et mort dans la même ville dans le 6e arrondissement le 15 mai 1903, est un professeur spécialiste des écrivains français du XVIIe siècle.

## Biographie
Paul Jacquinet est entré à l’École Normale en 1835 et devient agrégé en 1838. Après quelques années de professorat, il devient permanent de l’École Normale. En 1851, il en devient le directeur des études littéraires. Parmi ses élèves, on compte Émile Joseph Belot, Octave Gréard, Pierre Émile Levasseur, Lucien-Anatole Prévost-Paradol, Charles Edmond Villetard de Prunières, Georges Guiffrey, Maxime Gaucher, Jules Duvaux. Il obtient son doctorat es lettres en 1863. Il devient inspecteur général de l’Éducation Nationale en 1867 puis recteur de Nancy puis de Besançon jusqu’à sa retraite en 1882. 
Il publie son doctorat Des Prédicateurs du XVIIe siècle avant Bossuet en 1863. Dans cet ouvrage, pour lequel il reçoit le prix Montyon en 1864, il met en lumière les grands prédicateurs du tout début du XVIIe siècle, Pierre de Besse, Gaspard de Seguiran, André Valladier, Pierre Coton, Jacques Davy du Perron, Philippe Cospéan et Saint François de Sales. Puis il décrit les  travaux des trois grands centres de prédication de la première moitié du XVIe siècle : la société de l'oratoire de Jésus, la maison professe de Paris et l'abbaye de Port-Royal.
Il publie  d'autres ouvrages sur Bossuet et des éditions commentées d'autres écrivains du XVIIe siècle.

## Œuvres principales
- Des Prédicateurs du XVIIe siècle avant Bossuet, 1863, Paris : Didier, 1863 seconde édition 1885[4]
- Les Femmes de France poètes et prosateurs, morceaux choisis, avec une introduction, des notices biographiques et littéraires et des notes, Paris : Vve E. Belin et fils, 1886[5]